# دوري السوبر الأوغندي 1990
دوري السوبر الأوغندي 1990 (بالإنجليزية: 1990 Uganda Super League)‏ هو موسم من دوري السوبر الأوغندي. أشرف على تنظيمه اتحاد أوغندا لكرة القدم، وكان عدد الأندية المشاركة فيه 12، وفاز فيه نادي ناكيفوبو فيلا.